# 千羽鶴 (遊助の曲)
「千羽鶴」（せんばづる）は、2019年7月3日にソニー・ミュージックレコーズから発売された遊助の27枚目のシングル。

## 概要
前作「砂時計」から約5か月ぶりのシングル。
表題曲の「千羽鶴」は、「高校野球神奈川大会 イメージソング」に使われ、2019年3月11日にデビュー10周年アニバーサリーライブを終え第2章を開幕した遊助の、久しぶりの青春ソング。

## 販売形態
- 初回生産限定盤A
  - CD+DVD
  - 「千羽鶴」サイン入りポスターが当たる購入者限定応募はがき封入
- 初回生産限定盤B
  - CD+DVD
  - 「千羽鶴」サイン入りポスターが当たる購入者限定応募はがき封入
- 通常盤
  - CDのみ
  - 初回仕様のみ「千羽鶴」サイン入りポスターが当たる購入者限定応募はがき封入

## 収録曲

### 初回生産限定盤A
CD
1. 千羽鶴
作詞：遊助、作曲：Takayuki Houdai・遊助
2. bay side
作詞：遊助、作曲：RINZO・L“s STORY
3. パイナップル
作詞：遊助、作曲：Kaz Kuwamura・RyotaKato・GakushiOgi・遊助
4. 千羽鶴 -Instrumental-

DVD
1. 「千羽鶴」Music Video
2. 「千羽鶴」Music Video Making

### 初回生産限定盤B
CD
1. 千羽鶴
2. bay side
3. パイナップル
4. 千羽鶴 -Instrumental-

DVD
1. 遊飯
2. ひまわり ～10年分の愛のカタチ～

### 通常盤
CD
1. 千羽鶴
2. bay side
3. パイナップル
4. 冬の向日葵
作詞：遊助、作曲：Kenta Urashima・Furuppe(KeraKera)